# Castor (animal)
Pour les articles homonymes, voir Castor.
Taxons concernés
Dans la famille des Castoridae :
- le genre Castor
- le genre Castoroides (disparu)

Dans la famille des Aplodontia rufa
- l'espèce Aplodontia rufa

Dans la famille des Echimyidae
- l'espèce Myocastor coypusmodifier

Castor est le nom vernaculaire donné à certaines espèces de rongeurs de plusieurs familles distinctes. En effet ces gros rongeurs ne font pas tous partie du genre Castor bien que leur aspect ou leurs habitudes aquatiques puissent le laisser penser.

## Biologie, comportement et écologie
Les caractéristiques générales des castors sont celles des rongeurs, avec des différences pour chaque espèce : voir les articles détaillés pour plus d'informations, notamment sur leur constitution physique ou leur mode de vie respectif.

### Caractéristiques communes

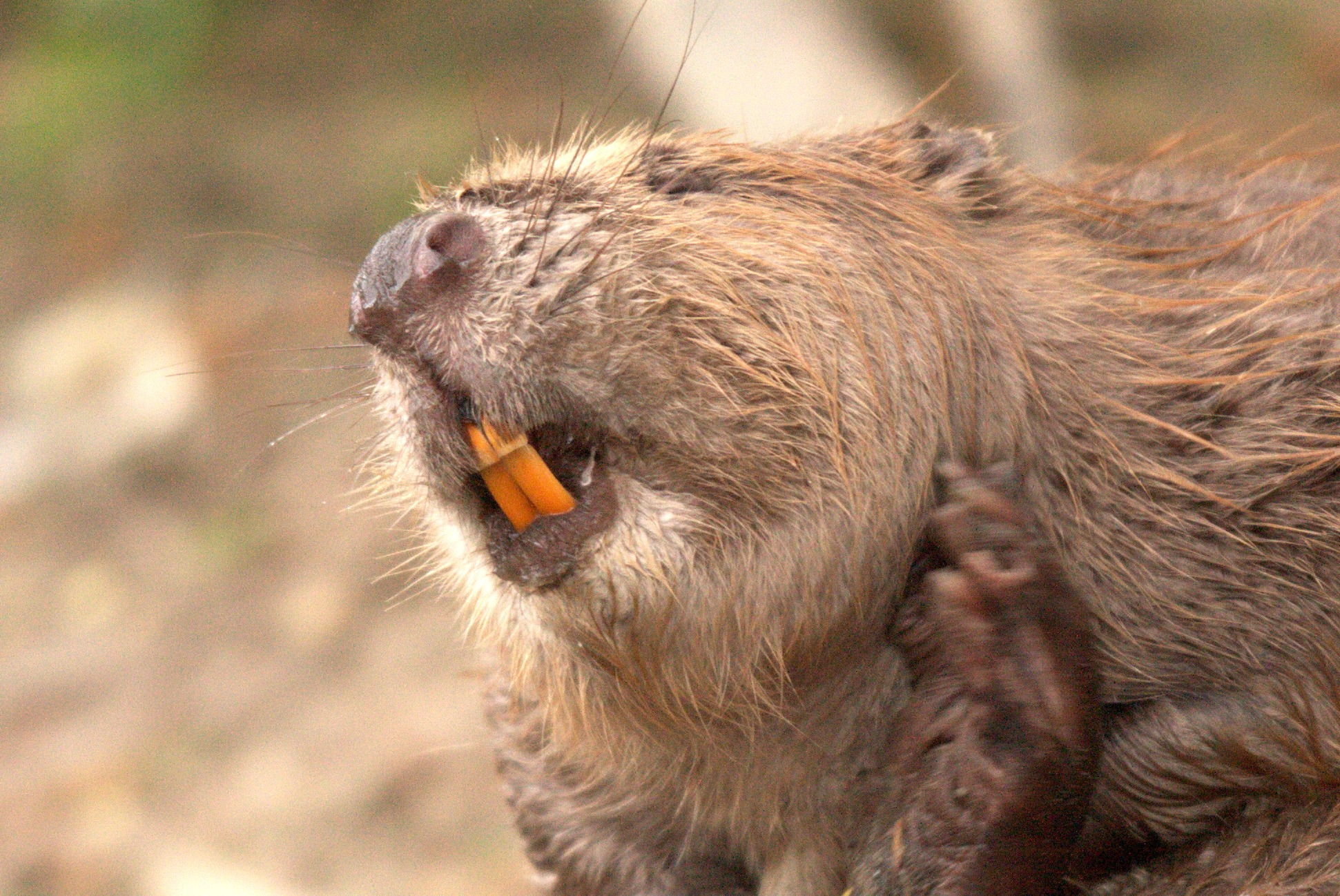
Les incisives du castor ont une couleur jaune orangé sur l'extérieur : ces dents très coupantes permettent de couper des arbres pour se nourrir de leur cambium. Le mammifère absorbe au passage les tannins de l'écorce. Les protéines à la surface de l'émail dentaire et de la plaque dentaire de ses dents captent ces tanins qui, en s'oxydant, provoquent cette coloration.

Ce sont tous des rongeurs appartenant à la famille des Castoridae dont les espèces actuelles sont de taille importante (pour des rongeurs), à poil dru gris-brun, avec de petites oreilles, de petits yeux et de grandes dents. Ils sont semi-aquatiques et vivent le plus souvent à proximité de zones boisées ou le long de berges végétalisées de grands cours d'eau.
Les Castor de la famille des Castoridae sont à discerner du castor de montagne (Aplodontia rufa, famille des Aplodontidae ), ressemblant à un Castoridae mais non aquatique, habitant des montagnes humides. De même, le ragondin (famille des rats Echimyidae), appelé parfois « castor des marais » et qui habite les zones marécageuses.
La progressive disparition des espèces du genre Castor en Europe puis leur raréfaction en Amérique du Nord aux XVIIIe et XIXe siècles sont dues au commerce de la fourrure, de la viande et du castoréum (sécrétion huileuse très odorante) ainsi qu'à la destruction de leur habitat.

## Risques d'invasivité
Ces castors sont considérés comme faisant partie des espèces-ingénieur ou espèces facilitatrices naturellement inféodées à certains types de berges, zones humides et cours d'eau. Ils ne sont pas invasifs, sauf dans un cas : en Amérique du Sud, là où des castors canadiens ont été introduits hors de leur aire naturelle de répartition comme source de fourrure (où ils peuvent avoir un comportement d'espèce invasive et où les arbres ne sont pas adaptés à leur présence car ne pouvant généralement pas recéper en formant de nouvelles pousses, comme c'est le cas dans l'hémisphère nord).

## Identifier les espèces contemporaines

Les « castors » actuels
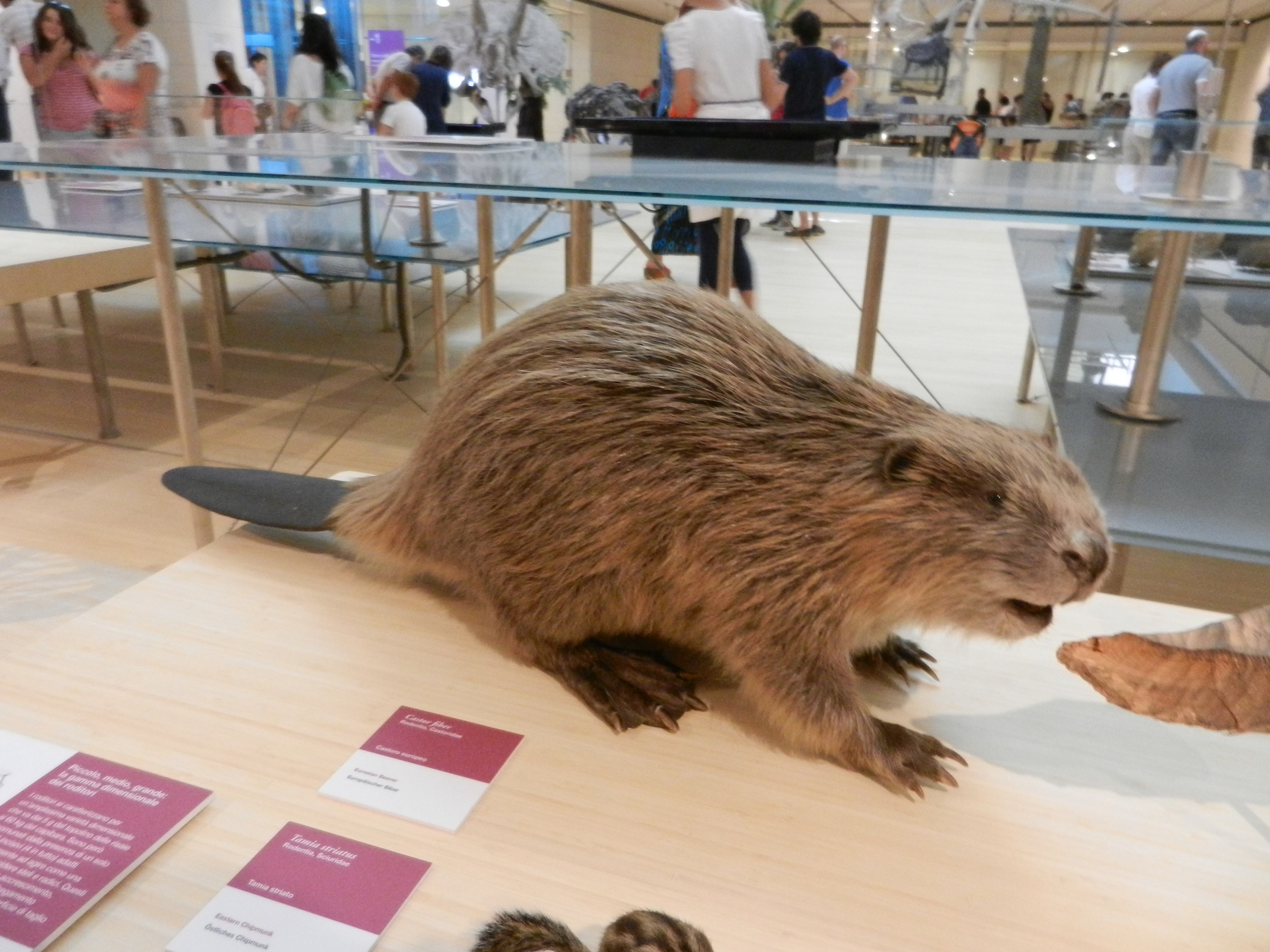
Castor d'Europe (Castor fiber), à queue plate étroite.
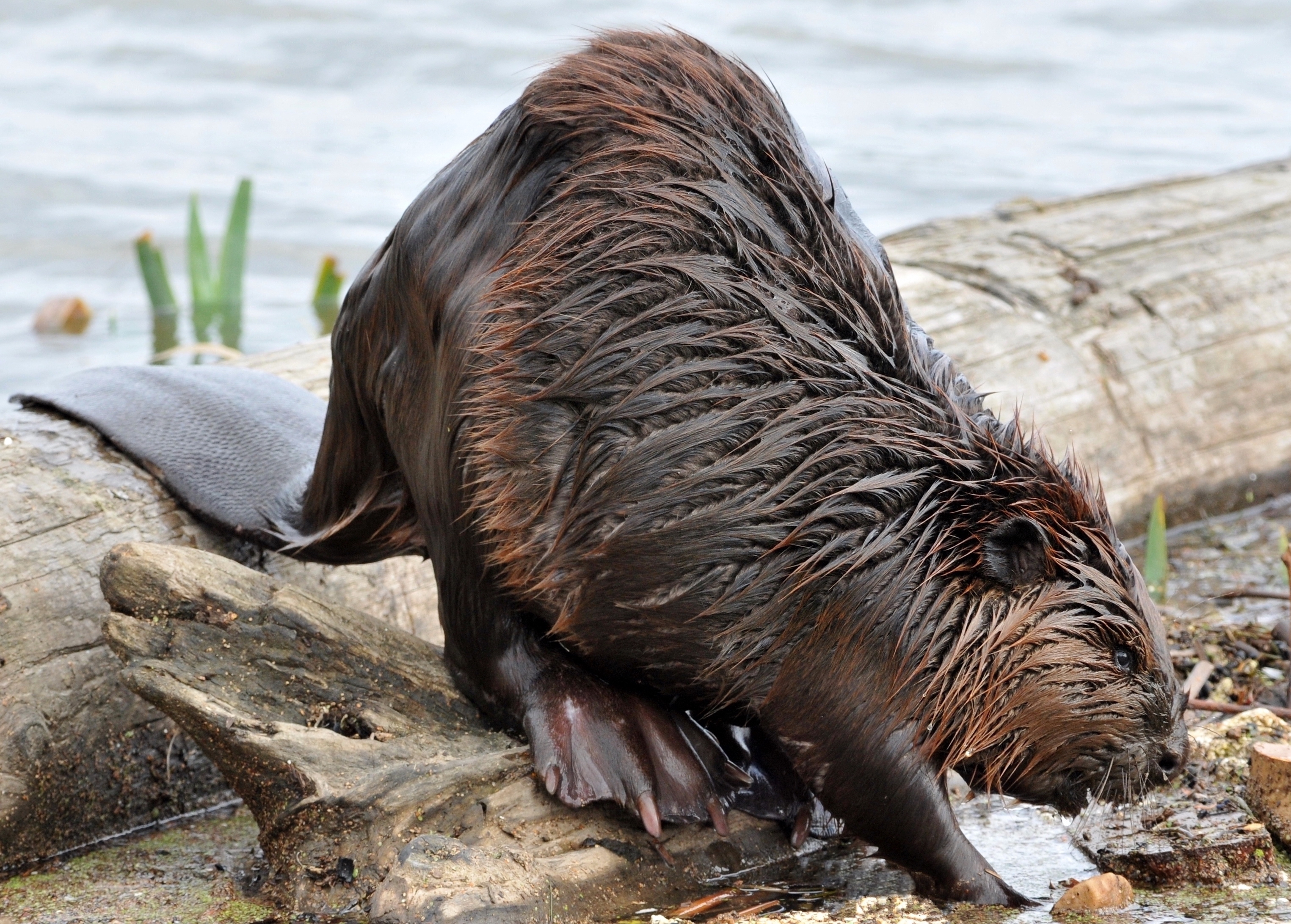
Castor du Canada (Castor canadensis), à large queue plate.
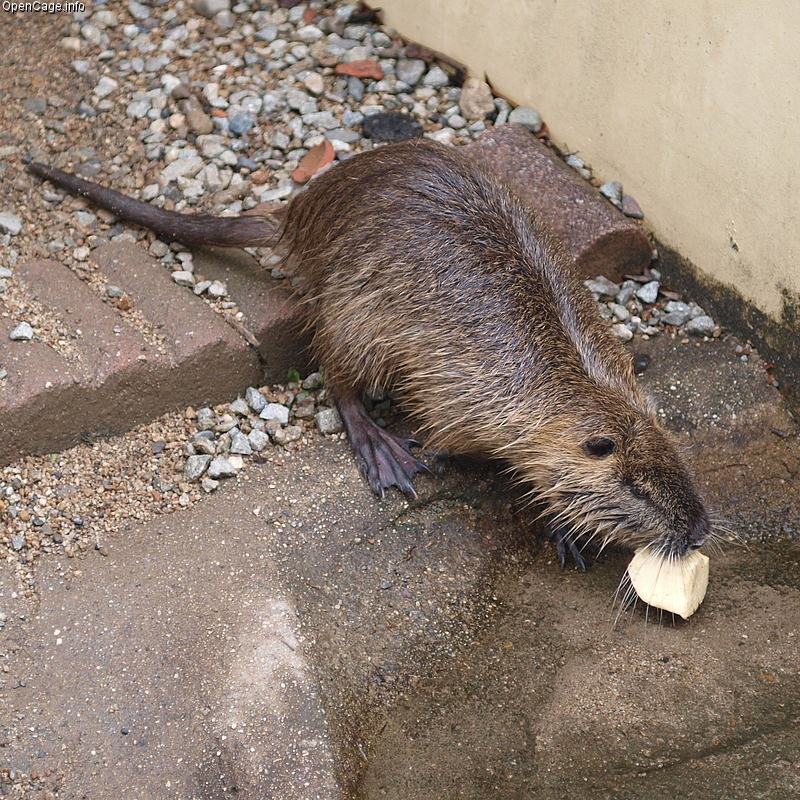
le Ragondin est parfois appelé Castor des marais (Myocastor coypus), mais n'est pas un castor. Il a la queue ronde.
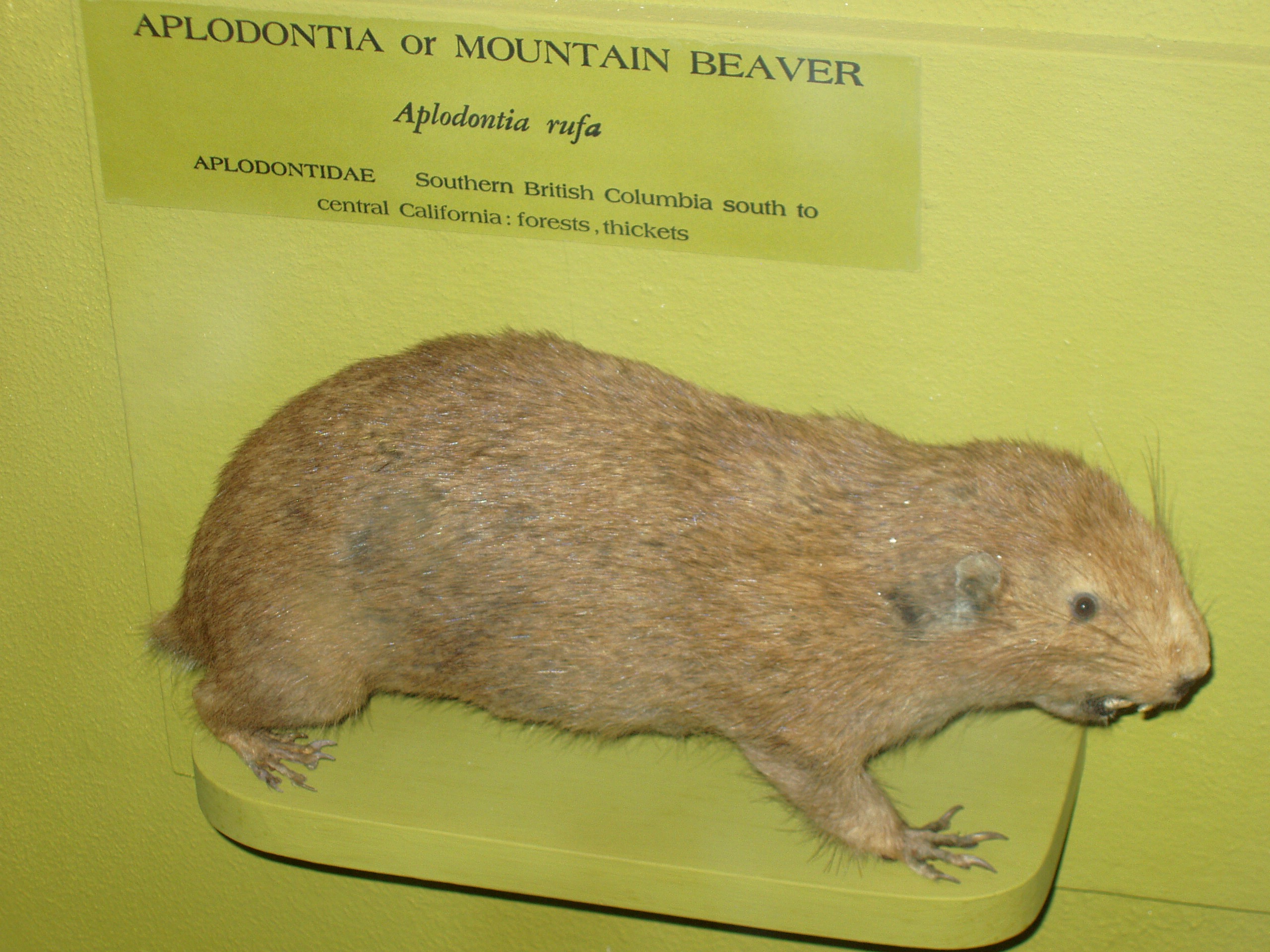
Castor de montagne (Aplodontia rufa), quasi sans queue.

Comparaison de la queue
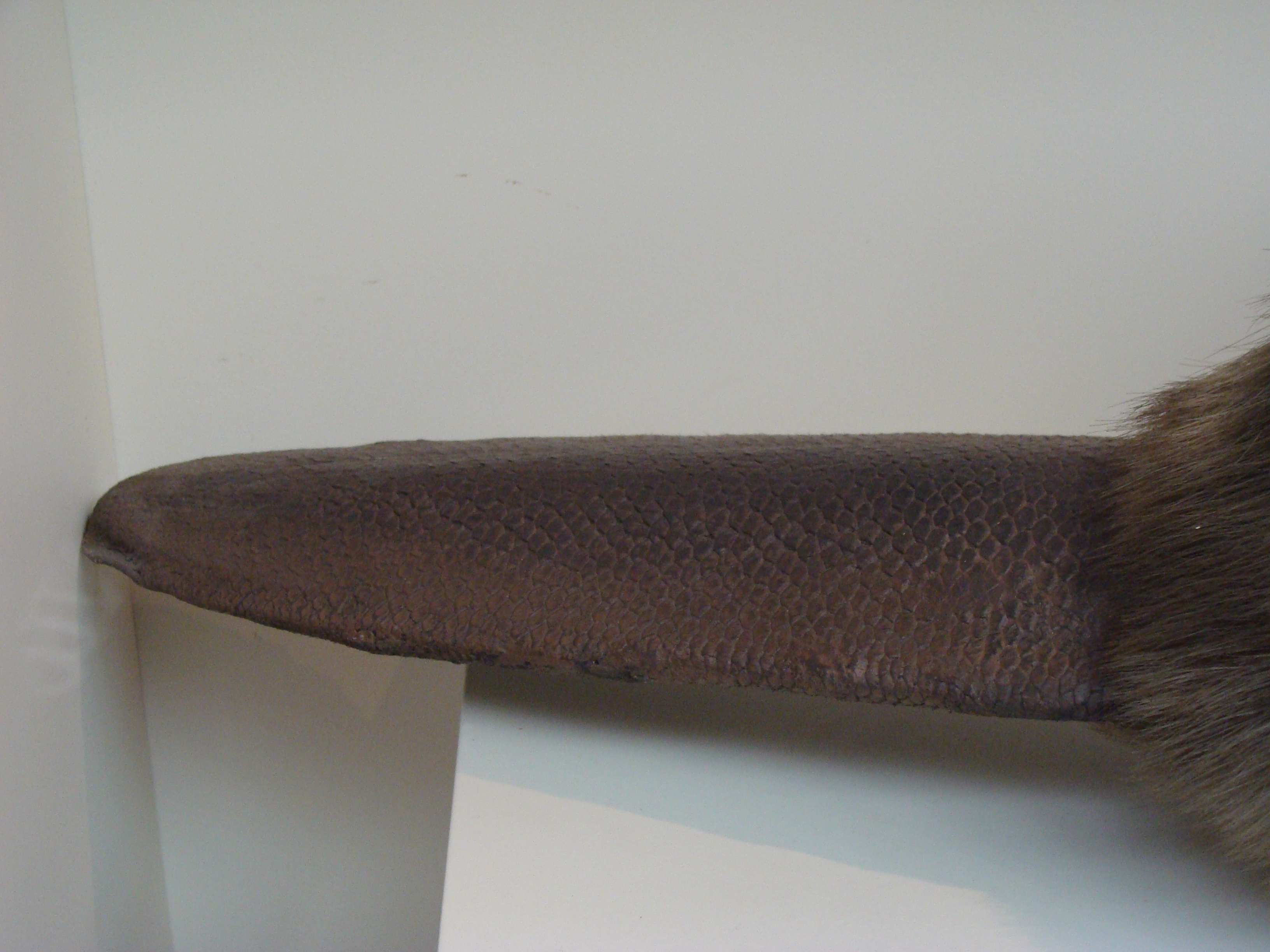
Queue du Castor d'Europe.
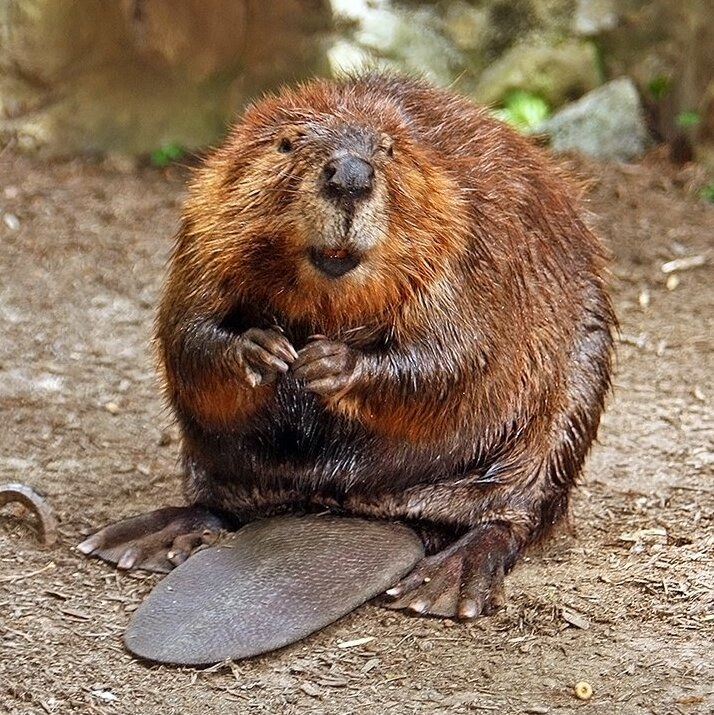
Queue du Castor du Canada.
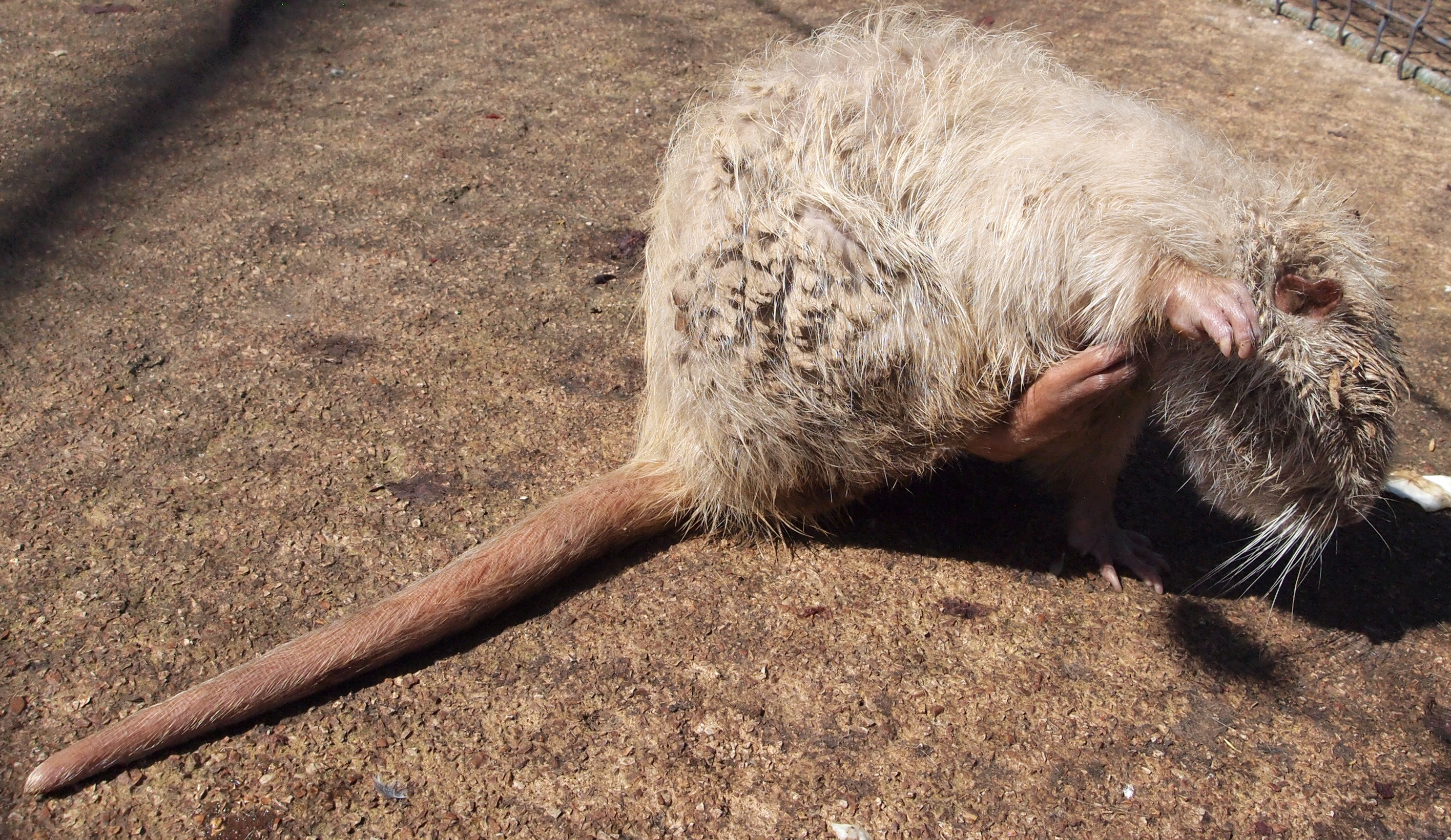
Queue du ragondin.

## Noms français et noms scientifiques correspondants
Liste alphabétique des noms vulgaires ou des noms vernaculaires attestés en français.

Note : certaines espèces ont plusieurs noms et, les classifications évoluant encore, certains noms scientifiques ont peut-être un autre synonyme valide. En gras, les espèces les plus connues des francophones.
Au pluriel, Castors, peut désigner selon les auteurs le genre Castor, ou le genre Aplodontia, ou bien encore la famille des Castoridae en général.
Au singulier :
- Castor - Castor canadensis[5],[6],[7] ou Castor fiber[3],[4] ou Castoridae[5]
- Castor d'Europe - Castor fiber[3],[4]
- Castor du Canada - Castor canadensis[3],[6],[7],[4]
- Castor commun - voir Castor d'Europe[3],[4]
- Castor d'Eurasie - voir Castor d'Europe[3],[4]
- Castor de Scandinavie - la sous-espèce Castor fiber fiber[4]
- Castor de la Plata - voir Castor des marais[8]
- Castor de l'Elbe - la sous-espèce Castor fiber albicus[4]
- Castor de montagne - Aplodontia rufa[3],[6],[4]
- Castor des marais - Myocastor coypus[8]
- Castor du Chili - voir Castor des marais[3],[8]
- Castor du Rhone - la sous-espèce Castor fiber galliae[4]
- Castor eurasien - voir Castor d'Europe[7]
- † Castor géant de Floride - Castoroides leiseyorum, espèce éteinte
- † Castor géant du Nebraska - Castoroides ohioensis, espèce éteinte
- Castor géant - genre Castoroides, éteint
- Castor rhodanien - voir Castor du Rhône[4]
- Castor vendéen

## Consommation
Le ragoût de castor est un plat traditionnel lituanien.

## Timbre poste
Le 16 septembre 1991, l'administration des PTT émet un timbre-poste représentant « Le castor ». La dessinatrice du timbre est Huguette Sainson.

## Castors célèbres
Le castor peut être considéré comme un animal emblématique de la culture populaire à bien des égards et notamment par sa présence dans la série télévisée pour enfants Le Père Castor diffusée depuis 1993, d'abord sur France 3 et Canal J, puis sur France 5 à partir de 2011, mais également dans les collections Flammarion éponymes, publiées depuis 1931.